# Frankie Masters

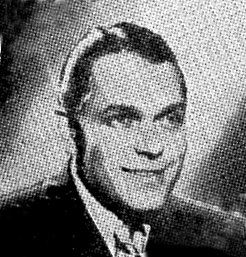
Frankie Masters

Frank E. Masterman, artiestennaam Frankie Masters (St.Marys, 12 april 1904 - 28 oktober 1990) was een Amerikaanse bigbandleider in het swingtijdperk, die in de jaren dertig en veertig verschillende hits had, waaronder "Scatterbrain".
Masters brak rond 1925 zijn studie aan de universiteit af om zijn geluk te zoeken in de muziekbusiness in Chicago. Hij speelde banjo en kon goed zingen en na een job in een cabaret speelde hij enige tijd in het theaterorkest van Benny Meroff, die in een theater in Devon speelde. Hierna werkte hij bij de theaterband van Bennie Krueger in Tivoli en toen Krueger er in 1928 mee stopte, nam Masters de band over. Het was een groot orkest, op een zeker moment telde het 26 man, met een violensectie en twee hoorns. De groep begeleidde onder meer stomme films. Hij speelde in verschillende shows, maar begin jaren dertig stapte hij uit de theatershow-wereld die door de komst van radio en talkies in haar nadagen was beland. 
Hij maakte de stap naar de dansorkestwereld en leidde een dansorkest waarmee hij speelde in een casino en andere plaatsen in Chicago, meestal hotels zoals Sherman Hotel. Vaak werd dat uitgezonden op de radio. Hij was de leider van de band en speelde niet zelf. Ook was hij een MC. Rond 1939 had Masters kort een eigen radioshow, "It Can Be Done". In de populaire show stonden verhalen van mensen centraal die succesvol waren geworden ondanks tegenslag. 
Hierna speelde Masters vier jaar lang in New York. In die jaren begon Masters op te nemen voor Vocalion en met één song, "Scatterbrain" scoorde hij een grote hit. In deze tijd toerde de band ook rond, onder meer met filmster Betty Grable. Daarnaast maakte het orkest verschillende korte films, die in theaters in heel Amerika werden vertoond. Rond 1948 speelde de band anderhalf jaar in een hotel in Chicago en in het begin van de jaren vijftig presenteerde Masters met zijn vrouw, zangeres Phyllis Miles, twee televisieshows. Met zijn band speelde hij tot 1957 in Chicago, maar de hoogtijdagen van het dansorkestentijdperk waren voorbij. Hierna hadden Masters en zijn musici slechts af en toe werk. Zo begeleidde hij sterren als ze in Chicago waren, zoals Bob Hope en George Burns. In 1974 was zijn band nog even kort de huisband in het hotel Palmer House.
Masters overleed aan de gevolgen van een hartaanval.

## Discografie
- Frankie Masters and His Orchestra 1940-1942, Circle, 1994
- 1947, Circle, 1999
- Best of Frankie Masters, Collectables, 2003
- Sweet I've Gotten on You, Vogue, 2000 (twee 10" picture-disc vinylplaten)